# Mapa de Selden

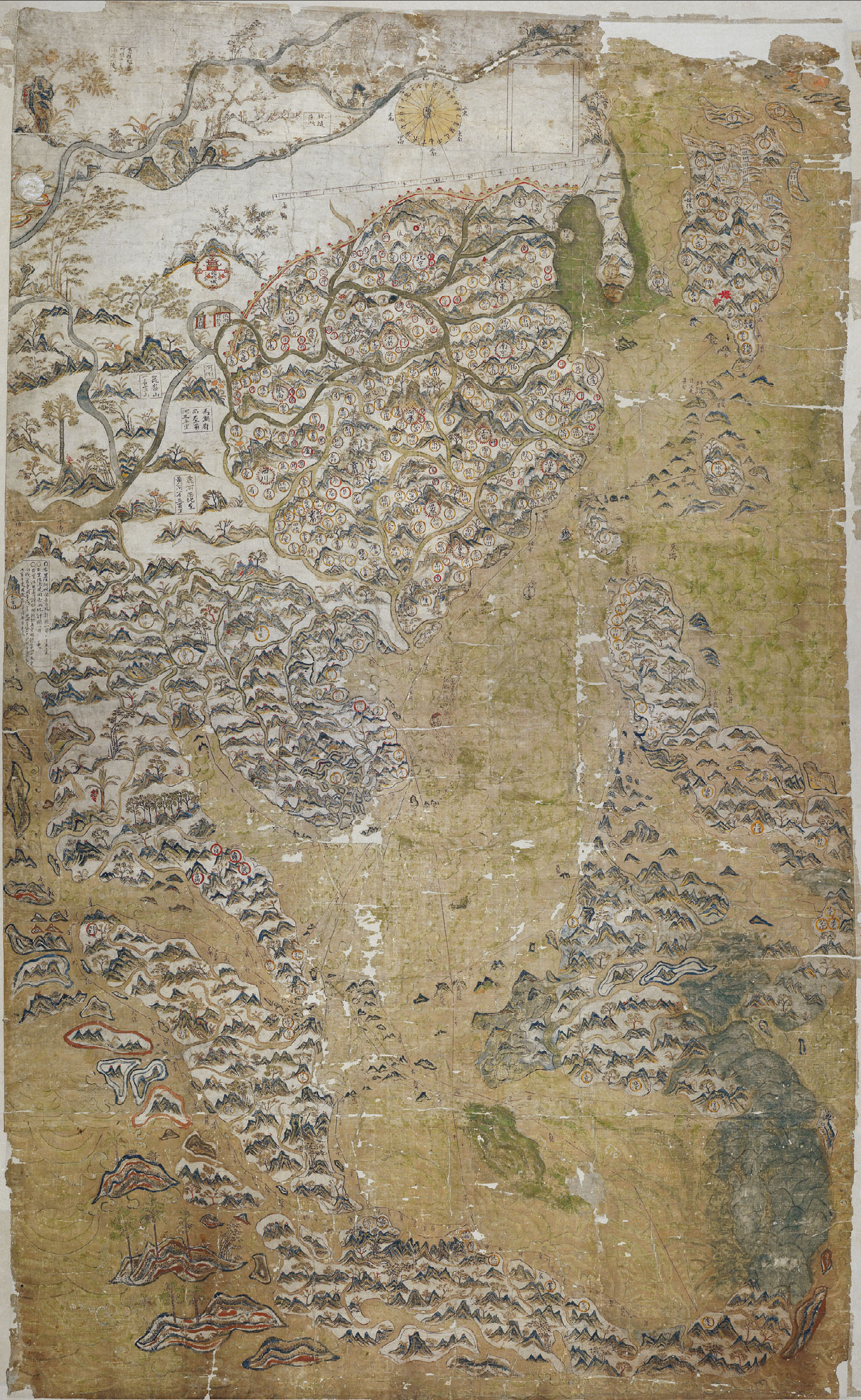
Mapa de Selden

El mapa de Selden (Biblioteca Bodleiana, MS Selden Supra 105) es un mapa de Asia Oriental de principios del siglo XVII  que perteneció al jurista y teórico marítimo John Selden. Muestra un sistema de rutas de navegación que emanan de un punto cercano a las ciudades de Quanzhou y Zhangzhou en la provincia de Fujian, desde el cual una ruta principal va al noreste hacia Nagasaki y al suroeste hacia Hoi An, luego a Champa, y luego a Pahang, y luego con otra ruta que pasa por islas Pescadores hacia un punto al noroeste de Manila. El mapa, en gran parte invisible y olvidado desde el siglo XVIII, fue redescubierto en 2008 por el historiador Robert Batchelor. Batchelor reconoció la importancia del sistema de rutas representadas en el mapa. Como el mapa de comerciantes chino más antiguo que se conserva del este de Asia, ha sido reconocido como uno de los tesoros de la Biblioteca Bodleiana. El mapa en sí no tiene título, y «Mapa de Selden de China» fue el nombre elegido por David Helliwell como curador de las colecciones chinas en la Biblioteca Bodleiana. El título chino 東西 洋 航海 圖 (Dongxi yang hanghai tu: «Carta de Navegación de los Océanos Oriental y Occidental») ha sido propuesto por Chen Jiarong.

## Fecha y composición
El mapa se menciona en el testamento de 1653 de John Selden. Se convirtió en parte de las colecciones de la biblioteca Bodleiana en 1659. Thomas Hyde y Shen Fuzong (Michael Shen Fu-Tsung) lo estudiaron y anotaron extensamente en 1687, pero fue relegado en gran parte al estado de curiosidad después de que Edmund Halley desestimó su precisión. No hay evidencia documental firme de la fecha o ubicación de la composición del mapa o su paradero antes de 1653.
Otros académicos que han estudiado el mapa después de su redescubrimiento han presentado teorías en competencia sobre su procedencia. En general, se acepta que el mapa se hizo en algún momento después de 1606 y antes de 1624. El historiador Timothy Brook favorece una fecha anterior, basándose en su argumento de que John Saris obtuvo el mapa en 1608 y lo trajo de regreso a Inglaterra en octubre de 1609. Como muchos europeos a finales del siglo XVI y principios del XVII, Saris estaba interesado en los mapas chinos y posteriormente obtuvo un mapa diferente de China, célebremente publicado por Samuel Purchas. Robert Batchelor aboga por una fecha posterior de alrededor de 1619, y señala que ciertas características en el mapa, como la descripción detallada de dos desembarcos en Taiwán, indican conocimientos que no se tenían antes de la década de 1610.
El debate sobre la datación del mapa también implica un debate sobre su composición. Brook cree que el mapa se hizo en Java, basado en la teoría de adquisición de Saris y su sensación de que la mitad sur del mapa es la más «geográficamente informada». Batchelor cree en la posibilidad de que se hizo en, o al menos pasó a través de Manila, ya que argumenta que la densidad de los puertos alrededor de Luzón, así como Japón y Vietnam, hace que sea más probable una fuente del norte, posiblemente alguien que lo hizo para el comerciante y pirata Li Dan, el patrón de Zheng Zhilong, el padre de Koxinga. Según el factor de la Compañía de las Indias Orientales, Richard Cocks, Li Dan había pasado un tiempo como jefe de la comunidad china en Manila, antes de ser encarcelado por los españoles y luego escapar a Nagasaki. Un par de crisantemos rojos brillantes, únicos en el mapa, marcan un lugar cerca de Hirado, donde Li Dan tenía su fábrica. Ambos historiadores utilizan un proceso de eliminación para argumentar sobre la fecha y composición del mapa, y quedan numerosos candidatos sobre dónde se hizo el mapa, por qué motivo y para el cartógrafo real. En 2016, los investigadores que estudiaron el mapa en la Universidad de Nottingham Trent publicaron un análisis químico del artículo que, según afirman, respalda la hipótesis de que el mapa se compuso en Aceh, basándose en el análisis espectral del medio de unión y los pigmentos utilizados.
Las rutas y ubicaciones en el mapa tienen paralelos pero no coinciden con dos relatos famosos de navegación de principios del siglo XVII, en particular el Shunfeng Xiangsong (順風 相送) propiedad de William Laud y ahora también en la Biblioteca Bodleiana, los mapas de los viajes de Zheng He en Wubei Zhi (ca. 1628) y Dongxi Yangkao (東西 洋 考, 1617) de Zhang Xie (張 燮). Después de que Robert Minte y un equipo de expertos retiraran la parte posterior en 2011 como parte de la restauración, se reveló un borrador de la ruta principal que corre entre Nagasaki y Pahang junto con marcas de control que indican la regla utilizada para determinar la longitud de las líneas.